# Communauté de communes Arnon Boischaut Cher
Die Communauté de communes Arnon Boischaut Cher ist ein französischer Gemeindeverband mit der Rechtsform einer Communauté de communes im Département Cher in der Region Centre-Val de Loire. Der Gemeindeverband wurde am 21. Dezember 2010 gegründet und besteht aus 18 Gemeinden (Stand: 1. Januar 2019). Der Verwaltungssitz befindet sich im Ort Châteauneuf-sur-Cher.

## Historische Entwicklung
Zum 1. Januar 2019 bildeten die ehemaligen Gemeinden Corquoy  und Sainte-Lunaise die Commune nouvelle Corquoy. Dadurch verringerte sich die Anzahl der Mitgliedsgemeinden auf 18.

## Mitgliedsgemeinden
| Gemeinde                                    | Einwohner 1. Januar 2022 | Fläche km² | Dichte Einw./km² | Code INSEE | Postleitzahl |
| ------------------------------------------- | ------------------------ | ---------- | ---------------- | ---------- | ------------ |
| Chambon                                     | 154                      | 13,91      | 11               | 18046      | 18190        |
| Châteauneuf-sur-Cher                        | 1.362                    | 21,97      | 62               | 18058      | 18190        |
| Chavannes                                   | 153                      | 24,06      | 6                | 18063      | 18190        |
| Corquoy                                     | 199                      | 36,57      | 5                | 18073      | 18190        |
| Crézançay-sur-Cher                          | 62                       | 7,65       | 8                | 18078      | 18190        |
| La Celle-Condé                              | 191                      | 30,94      | 6                | 18043      | 18160        |
| Lapan                                       | 226                      | 10,50      | 22               | 18122      | 18340        |
| Levet                                       | 1.367                    | 25,97      | 53               | 18126      | 18340        |
| Lignières                                   | 1.325                    | 21,88      | 61               | 18127      | 18160        |
| Montlouis                                   | 110                      | 18,98      | 6                | 18152      | 18160        |
| Saint-Baudel                                | 251                      | 30,09      | 8                | 18199      | 18160        |
| Saint-Loup-des-Chaumes                      | 285                      | 18,55      | 15               | 18221      | 18190        |
| Saint-Symphorien                            | 133                      | 9,54       | 14               | 18236      | 18190        |
| Serruelles                                  | 67                       | 7,51       | 9                | 18250      | 18190        |
| Uzay-le-Venon                               | 410                      | 34,60      | 12               | 18268      | 18190        |
| Vallenay                                    | 694                      | 25,66      | 27               | 18270      | 18190        |
| Venesmes                                    | 788                      | 31,76      | 25               | 18273      | 18190        |
| Villecelin                                  | 78                       | 9,39       | 8                | 18283      | 18160        |
| Communauté de communes Arnon Boischaut Cher | 7.855                    | 379,53     | 21               | –          | –            |